# Janina Kehr
Janina Kehr (* 1978 in Mainz) ist eine deutsche Sozialanthropologin.

## Leben
Sie studierte Ethnologie und Politikwissenschaft an der Georg-August-Universität Göttingen und der University of California, Santa Cruz. 2012 promovierte sie mit einer co-tutelle de thèse an der École des hautes études en sciences sociales und der Humboldt-Universität zu Berlin. Zwischen 2011 und 2017 war sie Assistentin und Oberassistentin auf interdisziplinärem Terrain in Medical Humanities am Lehrstuhl für Medizingeschichte der Universität Zürich. Seit 2021 ist sie Professorin für Medizinische Anthropologie und Globale Gesundheit am Institut für Sozial- und Kulturanthropologie der Universität Wien.
Ihre Forschungsgebiete sind politische Anthropologie von Gesundheit und Krankheit, globale Infektionskrankheiten, Biopolitik und planetare Gesundheit, Krankenhausräume und Orte, Gesundheitswesen und Wirtschaft und Biomedizin, Arzneimittelkonsum und Umwelt.

## Schriften (Auswahl)
- mit Joëlle Vailly und Jörg Niewöhner (Hg.): De la vie biologique à la vie sociale. Approches sociologiques et anthropologiques. Paris 2011, ISBN 978-2-7071-6897-9.
- Spectres de la tuberculose. Une maladie du passé au temps présent. Rennes 2021, ISBN 2753581517.